# Halimat Ismaila
Halimat Oyinoza Ismaila, née le 3 juillet 1984 à Ilorin, est une athlète nigériane spécialiste des épreuves de sprint.

## Palmarès

### Jeux olympiques
- Jeux olympiques de 2008 à Pékin
  -  Médaille d'argent du relais 4 × 100 mètres